# 過海隧道巴士621線
過海隧道巴士621線是香港的一條特快東區海底隧道過海巴士路線，由九巴及城巴聯合營運，來往麗港城及中環（香港站），祇於平日繁忙時間提供來回服務，星期六則只提供去程服務。
本線是繼681線後城巴第二條東隧專利過海巴士路線。

## 歷史
- 1997年2月17日：本線投入服務。
- 1997年4月28日：本線取消星期六的中環回程服務。
- 2003年3月9日：本線總站由中環碼頭巴士總站遷往香港站公共運輸交匯處。
- 2011年10月8日：因應客量偏低，本線減少星期六往中環（香港站）方向的班次[1]。
- 2016年2月15日：黃昏時段的班次更改為17:50、18:10、18:30、18:50[2][3]。
- 2016年4月17日：九巴班次增設到站時間預報。
- 2018年5月28日：城巴班次增設實時抵站時間查詢服務。
- 2022年10月31日：往中環之班次星期一至五減至8班;星期六減至4班;往麗港城之班次減至2班[4]。
- 2024年1月20日:星期六由麗港城開出之班次減至兩班，開出時間為08:05及08:35。

## 服務時間及班次
麗港城開：
- 星期一至五：07:10、07:25、07:40、07:53、08:05、08:15、08:25、08:35
- 星期六：08:05、08:35

中環（香港站）開：
- 星期一至五：18:05、18:35

星期日及公眾假期不設服務
- 有紅字班次為九巴派車，其餘班次為城巴派車。

## 收費
全程：$13.8
- 過東區海底隧道後往中環（香港站）／麗港城：$7.7

| - 本線設有12歲以下小童及65歲或以上長者半價優惠。 - 65歲或以上香港居民使用「樂悠咭」，以及12歲以下合資格殘疾兒童使用「殘疾人士身份」個人八達通繳付車資，均可享有每程$2.0或半價（以較低者為準）的票價優惠；12至64歲合資格殘疾人士使用「殘疾人士身份」個人八達通（包括「樂悠咭」），以及60至64歲香港居民使用「樂悠咭」繳付車資，均可享有每程$2.0或全費（以較低者為準）的票價優惠。 - 65歲或以上長者如使用長者或一般個人八達通繳付車資，則只可享有半價優惠；12至64歲合資格殘疾人士如不使用「殘疾人士身份」個人八達通，以及60至64歲人士如不使用「樂悠咭」繳付車資，必須繳付全費。 - 乘客可以現金或八達通於上車時付款，不設找續。 - 每位成人乘客可免費攜帶最多兩名4歲以下而不佔座位的兒童乘客乘車，超額之4歲以下小童必須繳付小童車費乘車。 - 持有「九巴月票」之乘客在車票有效期內，每日可享最多10程任何九龍巴士及龍運巴士路線（包括本路線，合資格車程只適用於九龍巴士／龍運巴士提供的班次；惟乘搭機場「A」及「NA」線則可享原價二七折優惠（不會計算每天10次合資格車程））；而B1線則可每日可享最多2程（不會計算每天10次合資格車程）。 - 九龍巴士、城巴、龍運巴士及陽光巴士全職員工及家屬（不包括外判職員）可免費乘搭本路線（陽光巴士員工及家屬只適用於九龍巴士提供的班次），惟必須拍職員或職員家屬八達通。 - 乘客亦可使用AlipayHK「易乘碼」、支付寶、WeChatHK／微信支付「搭車碼」、銀聯雲閃付「乘車碼」及BOC Pay「乘車碼」、具有感應式支付功能的JCB、卡美國運通、大來國際、Discover Card（只適用於九龍巴士／龍運巴士提供的班次）、VISA、Mastercard及銀聯卡，以及Apple Pay、Google Pay及Samsung Pay流動支付平台繳付車資。九巴班次的乘客使用上述付款方式，將只可享有與其他九巴路線／聯營路線九巴班次之轉乘優惠；城巴班次的乘客使用上述付款方式，將只可享有與其他城巴獨營路線或聯營線城巴班次之轉乘優惠。乘客亦不能享有「公共交通費用補貼計劃」及「長者及合資格殘疾人士公共交通票價優惠計劃」。 |

## 使用車輛
九巴現時使用4輛富豪B9TL12米（AVBWU），均屬九龍灣車廠。 
| 車隊編號 | 車牌   |
| -------- | ------ |
| AVBWU364 | SZ2257 |
| AVBWU401 | TG6248 |
| AVBWU639 | UZ5097 |
| AVBWU640 | UZ5917 |

城巴主要使用亞歷山大丹尼士Enviro 500/MMC12米

## 行車路線
麗港城開經：茶果嶺道、偉業街、偉發道、觀塘繞道、鯉魚門道、東區海底隧道、東區走廊、維園道、告士打道、杜老誌道天橋、杜老誌道、港灣道、天橋、菲林明道、軒尼詩道、金鐘道、皇后大道中、畢打街、康樂廣場、民耀街及民祥街。
中環（香港站）開經：金融街、民祥街、民耀街、港景街、中環（交易廣場）巴士總站、干諾道中、夏愨道、紅棉路支路、金鐘道、軒尼詩道、怡和街、高士威道、興發街、東區走廊、東區海底隧道、鯉魚門道、偉發道、偉業街、茶果嶺道及有康街。

### 沿線車站

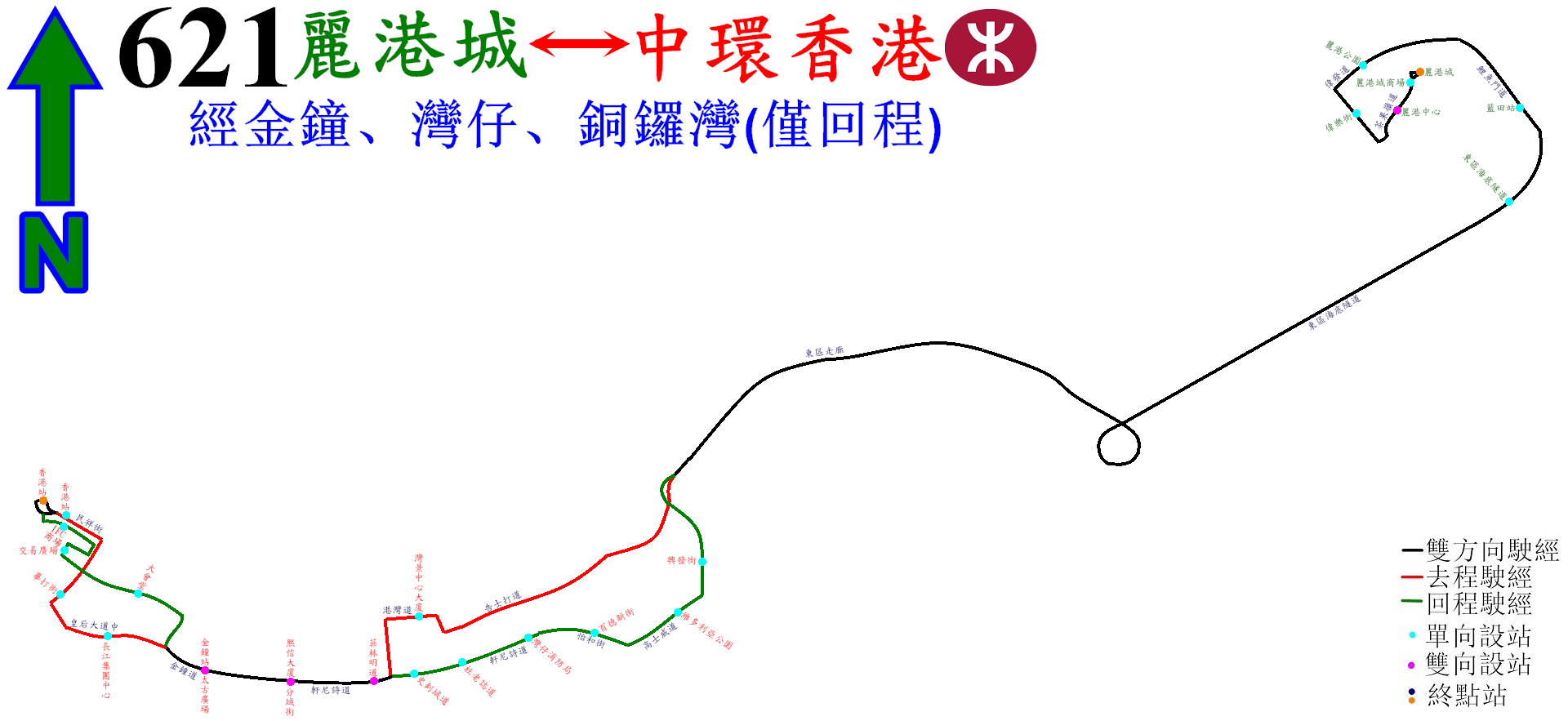
621線的走線圖

| 麗港城開 | 麗港城開                 | 麗港城開             | 中環（香港站）開 | 中環（香港站）開 | 中環（香港站）開         |
| 序號     | 車站名稱                 | 位置                 | 序號             | 車站名稱         | 位置                     |
| -------- | ------------------------ | -------------------- | ---------------- | ---------------- | ------------------------ |
| 1        | 麗港城巴士總站           | 麗港城公共運輸交匯處 | 1                | 香港站巴士總站   | 香港站公共運輸交匯處     |
| 2        | 麗港中心                 | 茶果嶺道             | 2                | 國際金融中心商場 | 民祥街                   |
| 3        | 灣景中心大廈             | 港灣道               | 3                | 中環（交易廣場） | 中環（交易廣場）巴士總站 |
| 4        | 菲林明道                 | 軒尼詩道             | 4                | 大會堂           | 干諾道中                 |
| 5        | 循道衛理大廈             | 軒尼詩道             | 5                | 金鐘站－統一中心 | 金鐘道                   |
| 6        | 金鐘站－太古廣場         | 金鐘道               | 6                | 軍器廠街         | 軒尼詩道                 |
| 7        | 長江集團中心             |                      | 7                | 菲林明道         | 軒尼詩道                 |
| 8        | 畢打街                   | 畢打街               | 8                | 史釗域道         | 軒尼詩道                 |
| 9        | 香港站巴士總站           | 民祥街               | 9                | 杜老誌道         | 軒尼詩道                 |
| 10       | 香港站巴士總站           | 香港站公共運輸交匯處 | 10               | 灣仔消防局       | 軒尼詩道                 |
|          |                          |                      | 11               | 百德新街         | 怡和街                   |
| 12       | 維多利亞公園             | 高士威道             |                  |                  |                          |
| 13       | 興發街                   | 興發街               |                  |                  |                          |
| 14       | 東區海底隧道轉車站（L1） | 東區海底隧道         |                  |                  |                          |
| 15       | 藍田站                   | 鯉魚門道             |                  |                  |                          |
| 16       | 麗港公園                 | 偉發道               |                  |                  |                          |
| 17       | 偉樂街                   | 偉業街               |                  |                  |                          |
| 18       | 麗港中心                 | 茶果嶺道             |                  |                  |                          |
| 19       | 麗港城商場               | 茶果嶺道             |                  |                  |                          |
| 20       | 麗港城巴士總站           | 麗港城公共運輸交匯處 |                  |                  |                          |

## 客量
此路線為麗港城的上班族提供直接來往麗港城及港島北岸商業區的服務，免卻乘搭港鐵的多重轉乘，故早上的客源比較集中，即使提供個位數字班次仍經常頂閘；但下午班次由於乘客乘車時段比較分散，加上班次並不頻密，故客量只屬一般，城巴更經常派出短身巴士行走下午班次。

## 外部連結
九巴
- 過海隧道巴士621線 （页面存档备份，存于）

城巴
- 過海隧道巴士621線（上午班次） （页面存档备份，存于）
- 過海隧道巴士621線（下午班次）[]
- 過海隧道巴士621線路線圖 （页面存档备份，存于）

其他
- 681巴士總站－過海隧道巴士621線 （页面存档备份，存于）